# 國營農場

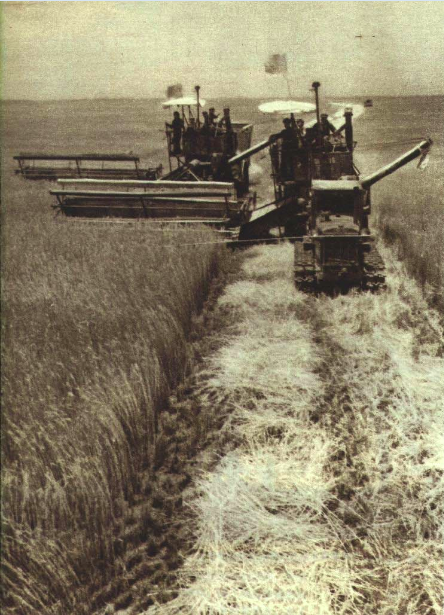
1952年河南国营黄泛区农场

國營農場是蘇聯和其他社會主義國家的最高級農業生產單位。

## 蘇聯的國營農場
蘇聯的國營農場始創於20世紀20年代，被視為“最高階段的社會主義農業”的例子。集體農莊很長一段時間中被認為是過渡到國家農業生產的理想的中間階段。
國營農場的董事由國家任命，生產的作物種類由政府决定，收購價格由國家决定，員工的薪金由國家支付，但是同時使用內部護照制度防止來自農村的員工和人員在城市的行動，使農民依賴農場生存成為農奴。
國營農場在農業中的作用在蘇聯時期穩步增長。在20世紀70年代，國營農場生產了蘇聯近百分之五十的農業生產總值。在戈爾巴喬夫時代，蘇聯有23000個國營農場。但在20世紀90年代的轉型時代，俄羅斯許多國營農場在私有化過程中解散，其他的轉化為股份制公司。

## 其他國家的國營農場
- 东德
- 波蘭人民共和國
- 捷克斯洛伐克
- 衣索比亞
- 蒙古人民共和国
- 中华人民共和国
  - 国营友谊农场，苏联政府在1954年援建的大型谷物农场，选址于黑龙江省集贤县。迄今仍是中华人民共和国规模最大的农场，并由此设立友谊县。
  - 华侨农场，自1950年代起，中华人民共和国政府为安置归国华侨在多个省区设置的国营农场。
- 安哥拉
- 莫桑比克[1]